# عبد المؤمن جابو

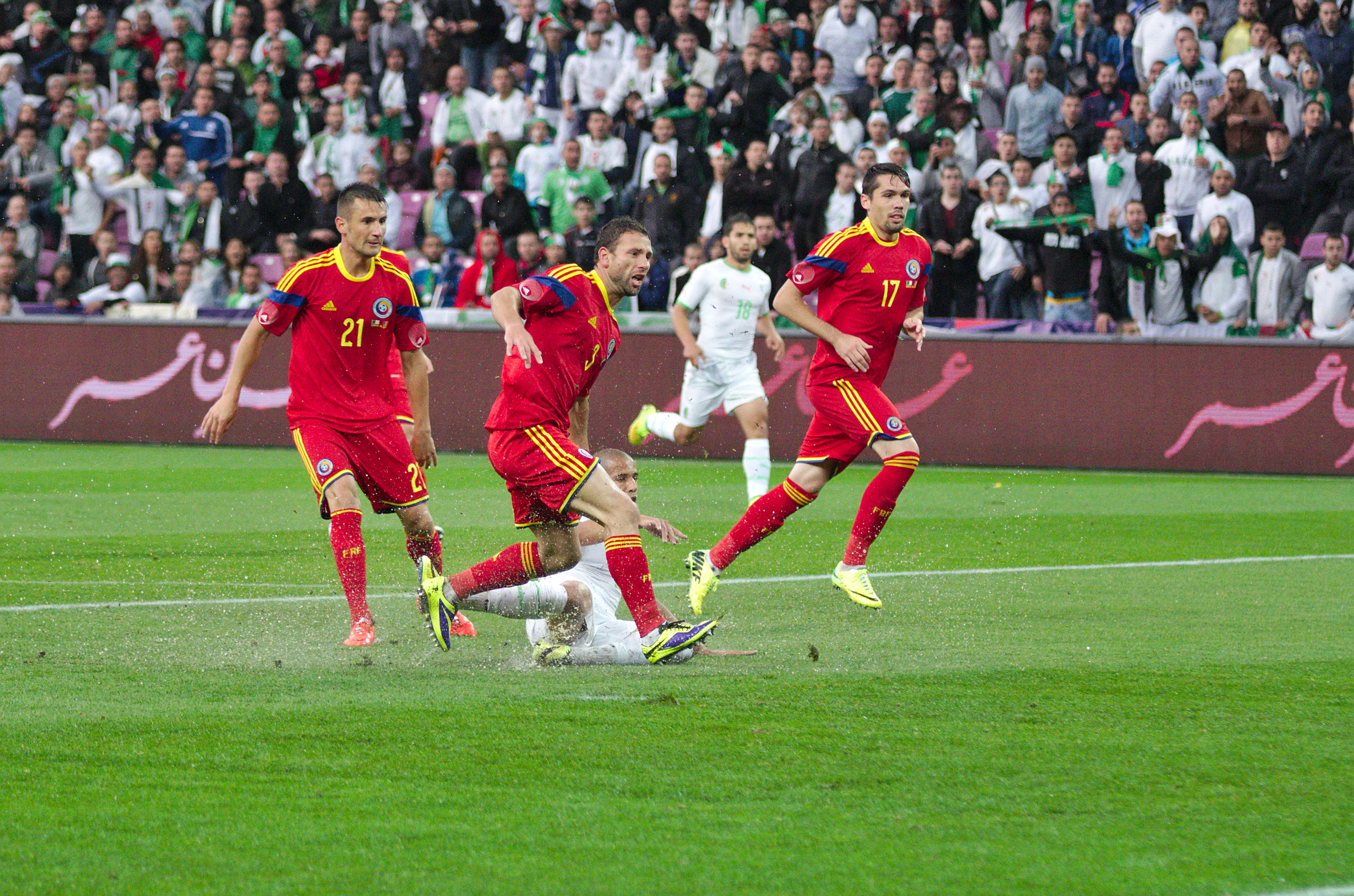
عبد المؤمن جابو في مباراة دولية للمنتخب الجزائري ضد نضيره الروماني.

عبد المؤمن جابو لاعب كرة قدم جزائري ولد في ولاية سطيف يوم 31 يناير 1987 ويلعب حاليا لصالح نادي مولودية الجزائر.

## نشأته
ولد عبد المؤمن جابو في ولاية سطيف التي تعتبر موطناً للمواهب الفذة، حيث أبرز مواهبه في البطولة المحلية واستحق لقب «ميسي الجزائر» لما يقدمه من مهارات تهديفية واضحة.

## مسيرته الاحترافية

### مع وفاق سطيف
بدأ جابو مسيرته من صفوف وفاق سطيف، وبعد موسمه الأول مع الفريق أعير إلى مولودية العلمة الذي قضى معه موسماً واحداً قبل أن تتم إعارته إلى إتحاد الحراش حيث خاض موسماً آخراً هناك. ثم عاد إلى وفاق سطيف ليفوز مع الفريق بلقب كأس الجزائر في 2012 واختير لاعب العام موسم (2011-2012) وأفضل لاعب في الدوري المحلي كما توّج هدافاً لبطولة الكأس.

### مع النادي الأفريقي
وفي صيف 2012، قرر جابو الانتقال لخوض تجربة احترافية مع الأفريقي التونسي، ونجح في إثبات نفسه هناك حيث توج هدافاً للدوري في موسم 2012 - 2013.

### العودة إلى وفاق سطيف
وفاق سطيف، صاحب لقب البطولة 2015/2014 والذي تراجعت نتائجه كثيرا خلال فترة الذهاب 2016/2015، قرر الرهان على عودة ثلاثة من أبنائه إلى صفوف الفريق من أجل المساهمة في استعادة بريقه.من بينهم عبد المومن جابو من النادي الإفريقي التونسي.

### الإعارة لنادي النصر السعودي
أعاره نادي وفاق سطيف إلى نادي النصر السعودي مطلع عام 2018.

## مع المنتخب الجزائري للمحليين
وكانت بداية اللاعب ذو الثمانية والعشرين من العمر مع منتخب الجزائر عبر دعوة المدرب عبد الحق بن شيخة حيث برز خلال خوضه نهائيات كأس أفريقيا للاعبين المحليين 2011 والتي ساهم فيها ببلوغ «الخضر» للمربع الذهبي ونالوا المركز الرابع.

## مع المنتخب الجزائري
وبعد غيابه عن قائمة كأس الأمم الأفريقية 2013، استدعاه وحيد خليلهودزيتش للمشاركة في تصفيات أفريقيا المؤهلة للبرازيل 2014، فخاض لقائين في الدور الثاني أمام بينين ومالي، بالإضافة للقاءات كأس العالم لكرة القدم 2014 عدا المباراة الأولى التي لم يشارك بها. حيث سجل هدفا في مباراة كوريا الجنوبية في دور المجموعات وآخر ضد ألمانيا في الدور الثاني.

## روابط خارجية
- عبد المؤمن جابو على موقع الاتحاد الدولي (مؤرشف)  (الإنجليزية)
- عبد المؤمن جابو على موقع قاعدة بيانات كرة القدم.إي يو (الإنجليزية)
- عبد المؤمن جابو على موقع ناشيونال فوتبول تيمز (الإنجليزية)
- عبد المؤمن جابو على موقع Soccerway.com (الإنجليزية)
- عبد المؤمن جابو على موقع عالم كرة القدم.نت (الإنجليزية)
- عبد المؤمن جابو على موقع كووورة
- عبد المؤمن جابو على موقع AS.com (الإسبانية)